# Sergi Martínez Costa
Sergi Martínez Costa (Rubí, 10 de maig de 1999) és un jugador de bàsquet català. Juga d'aler i el seu equip actual és el FC Barcelona de la Lliga ACB.

## Carrera esportiva

### Inicis
El Sergi va començar a jugar a bàsquet als nou anys quan els seus pares el van animar a iniciar-se en l'esport de la cistella un cop van veure les seves aptituds físiques, tot i que al principi el Sergi s'identificava més amb el futbol, ben aviat abandonaria el CEB Sant Jordi per arribar a l'estructura del FC Barcelona.
Ja a la temporada 2015-16, disputaria 7 partits amb el FC Barcelona B a la Lliga LEB Or.

### FC Barcelona
A la temporada 2016/17 forma part del filial del FC Barcelona B, que juga a LEB Or, alternant alguns minuts al primer equip de la Lliga ACB.
Amb l'arribada de Šarūnas Jasikevičius a la banqueta del primer equip per a la temporada 2020-2021, es va confirmar que tindria fitxa amb el filial, però que entraria a la dinàmica del primer equip. A la jornada 4 de la Lliga ACB davant de l'Acunsa GBC, va signar la seva millor actuació fins a la data, aconseguint 10 punts i 17 de valoració. Dies més tard, es va produir el seu debut en un clàssic davant del Reial Madrid a la jornada 5 de l'Eurolliga 2020-21. En aquest partit, Sergi Martínez va fer 7 punts i va capturar 9 rebots, i va ser un dels més valorats en la victòria del conjunt blaugrana. El gener del 2021, va ser el jugador que més minuts va disputar del Barça a l'ACB, fent una mitjana de 23,5 minuts per partit. Va viatjar amb el primer equip a la Copa del Rei, on finalment el Barcelona aconseguiria el títol, tot i no disputar minuts.
Després de finalitzar la temporada 2020-21, va renovar el contracte amb el FC Barcelona fins al 2024.
A inicis de la temporada 2022-23, es va operar del tendó rotular del genoll esquerre, amb un temps de baixa aproximada de 4 mesos. Va reaparèixer en competició el 9 de febrer de 2023, a la jornada 24 de l'Eurolliga, disputant més de 10 minuts en la victòria a domicili davant de la Virtus Bolonya. Tres dies després, va reaparèixer a la Lliga ACB 2022-23 Lliga ACB, marcant 5 punts davant del Club Bàsquet Breogan.
El 13 de juliol de 2023, marxa en qualitat de cedit al Bàsquet Girona de la Lliga ACB, fins al final de la temporada.

### Selecció estatal
Ha estat internacional amb Espanya des de la categoria Sub-16, passant per les categories de Sub-17 i Sub-18. Al Campionat Mundial de Bàsquet Sub-17 de 2016 celebrat a Saragossa, va ser inclòs al Quintet Ideal del torneig, amb Espanya finalitzant en 4a posició. Sergi Martínez va liderar Espanya a la majoria d'estadístiques, finalitzant 4t en punts per partit i 2n en rebots de tot el campionat.
La seva primera convocatòria amb la selecció d'Espanya absoluta va ser als partits preparatoris el juny de 2021, de cara a la preparació dels Jocs Olímpics de Tòquio. Va debutar davant l'Iran i va tornar a repetir dies després davant la mateixa selecció al WiZink Center. Després dels dos primers partits, va ser el primer descart de Sergio Scariolo juntament amb Sebas Saiz.

## Palmarès

### FC Barcelona
- Lliga ACB (1): 2021
- Copa del Rei (2): 2021, 2022 .

### Selecció espanyola
- Medalla de bronze a l'Europeu Sub-16 de 2014 a Letònia.
- Medalla de plata a l'Europeu Sub-20 de 2019 a Israel.

### Categories inferiors
- Campionat d'Espanya Cadet (1): 2013-14
- Campionat d'Espanya Cadet de Seleccions (1): 2014-15
- Campionat d'Espanya Junior (1): 2015-16

### Guardons individuals
- Millor Quintet del Mundial Sub-17 (1): 2016
- Millor Quintet de l'Europeu Sub-18 (1): 2017